# Petroleumlampe

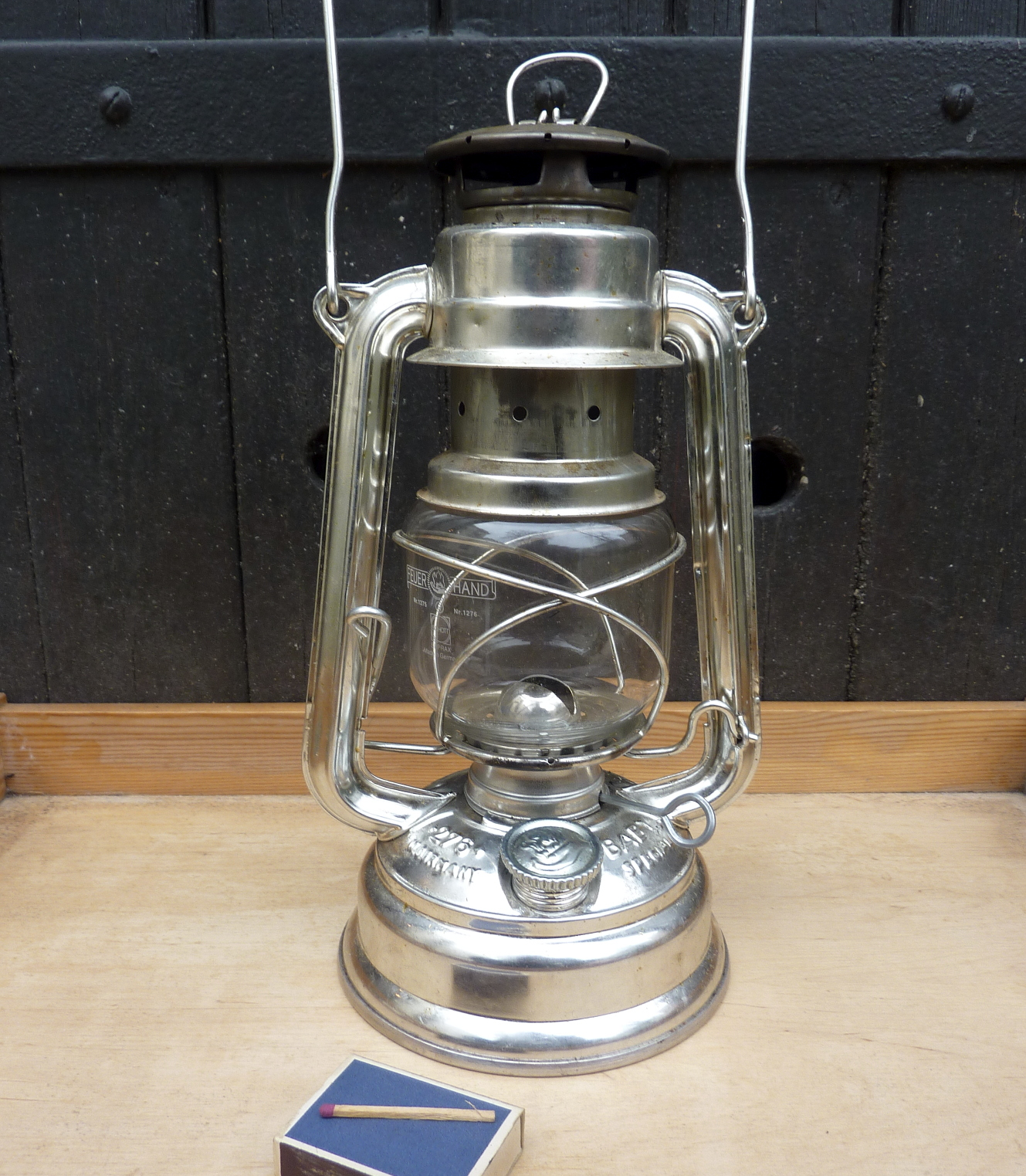
Eine klassische Petroleumlaterne für den Gebrauch außer Haus

Eine Petroleumlampe, auch Petroleumleuchte und Petroleumlaterne, ist eine Lampe, die ihr Licht durch Verbrennen von Petroleumgasen erzeugt.

## Geschichte

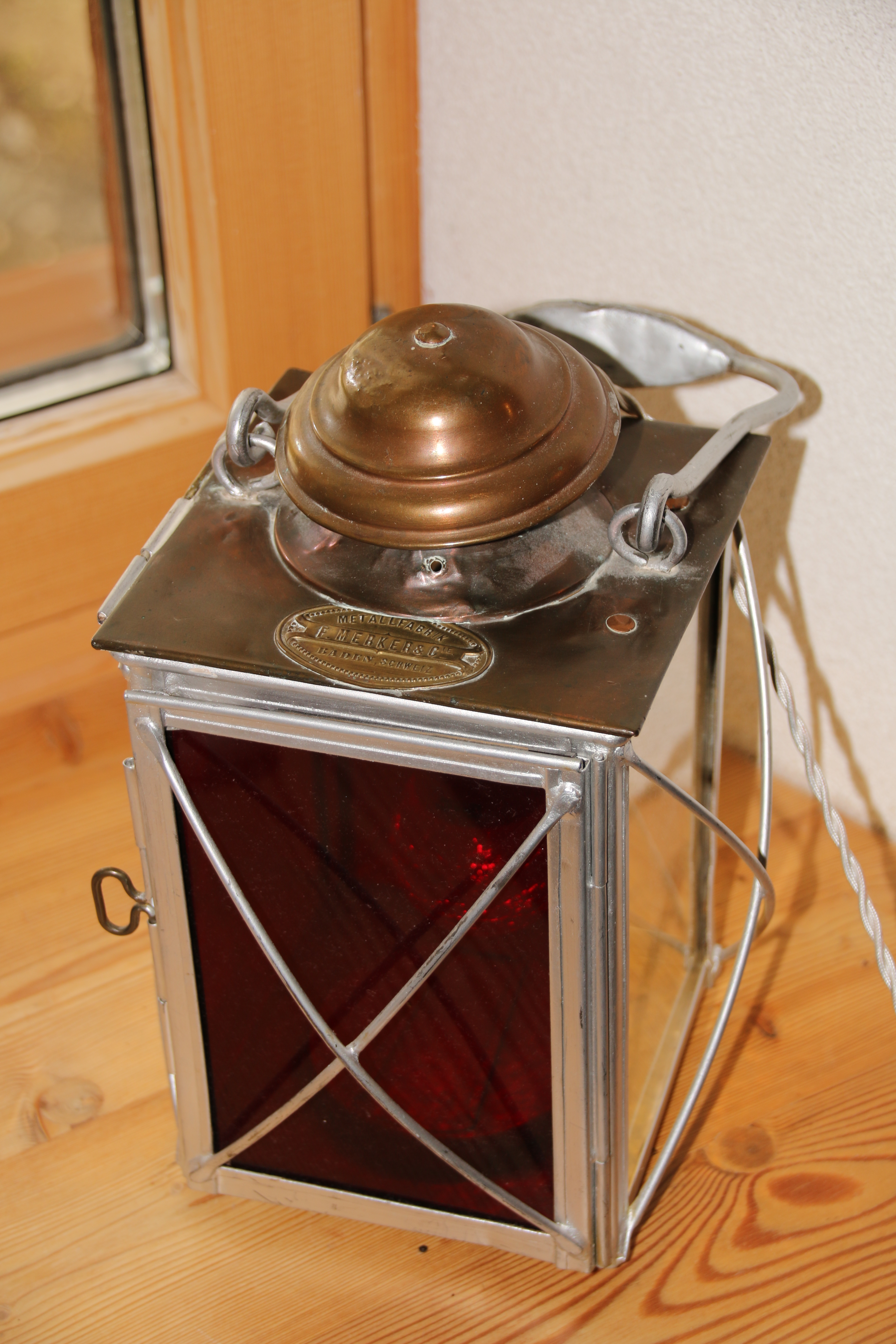
Petroleumlampe der Gotthardbahn von F. Merker & Cie (Firmenschild) 1896

Es ist weder möglich, einen (und nur einen) bestimmten Erfinder der Petroleumlampe zu benennen, noch ist ein Jahr ihrer Erfindung bekannt. Erdöl (englisch petroleum) war bereits viele hundert Jahre bekannt, wurde jedoch wegen des geringen Leuchteffekts und der starken Geruchs- und Rußentwicklung nur selten zur Beleuchtung genutzt.
Einige Publikationen datieren die Erfindung an den Anfang des 19. Jahrhunderts, doch dürfte das Prinzip schon viel früher von dem der Öllampen abgeleitet worden sein. Wesentliche Schritte zur funktionsfähigen Petroleumlampe, wie wir sie heute kennen, wurden die Erfindung des Lampenzylinders (Rheinland um 1810) und des Runddochts im Jahre 1854 durch den polnischen Chemiker Ignacy Łukasiewicz (1822–1882) in Lemberg, der auch als einer der Pioniere der Erdöldestillation gilt.
Hinzu kam eine Reihe notwendiger Vorerfindungen, wie beispielsweise die gut funktionierenden Brenner für Argandleuchten, und die Möglichkeit, das rohe Erdöl durch die Behandlung mit Säuren und Laugen zu reinigen sowie durch fraktionierende Destillation in seine Bestandteile aufzutrennen, um Brennstoffe zu gewinnen, die deutlich bessere Eigenschaften aufweisen als das Rohöl. Zu guter Letzt bedurfte es außerdem einer beständigen und umfangreichen Förderung von Erdöl, damit sich das neue Produkt preislich durchsetzen konnte. Als die technischen Voraussetzungen geschaffen waren, mussten auch die schon vorhandenen Öllampen (Carcellampe und Uhrwerklampe, Argandbrenner, Moderateurlampe) für den neuen Brennstoff umkonstruiert werden.
Nach Anpassungen des Brennstoffs, des Brenners, des Dochtes und des Zugglases (Lampenglas, Lampenzylinder) zur Vermeidung des starken Rußens und der damit einhergehenden massiven Geruchsbelästigung lösten Petroleumlampen innerhalb kurzer Zeit die vorher benutzten Öllampen ab. Ein großer Vorteil von Petroleum als Brennstoff war seine niedrige Viskosität: Es stieg in einem Docht sehr viel höher (über 10 cm) als alle anderen zuvor benutzten Öle. Außerdem war es verhältnismäßig preiswert zu bekommen.
Bis zum heutigen Tag werden Petroleumlampen gebaut. Es gibt auch noch immer Glaszylinder, Dochte, Tanks und verschiedene Brenner im Handel. So lassen sich alte Lampen reparieren und weiter betreiben.

## Technik
Petroleumlampen bestehen meist aus Tank, Docht, Brenner und Glaszylinder. Der Brennstoff steigt durch Kapillarwirkung im Docht nach oben. Der Docht ist oft durch einen Zahnradantrieb im Brenner höhenverstellbar, um Abbrand zu ersetzen. Am freien Ende des Dochtes im Brenner vergast das Petroleum und kann angezündet werden.
Der Brenner hält den Docht und führt nur so viel Luft zu, dass die Flamme weiß und hell brennt. Zu wenig Luft lässt die Flamme rußen, zu viel Luft führt zu einer blauen Flamme, die als Lichtquelle ungeeignet ist (siehe: Bunsenbrenner).
Petroleumlampen haben gegenüber Kerzen den Vorteil größerer Helligkeit und des sehr viel billigeren und längeren Betriebes. Kerzen waren lange Zeit etwas Besonderes und teuer. Üblicherweise leuchten Petroleumlampen mit einer Tankfüllung 20 Stunden. Die Helligkeit wurde früher in Hefnerkerzen (HK) angegeben, was ungefähr der Helligkeit einer Haushaltskerze entsprach. Die Lampen hatten je nach Brennerkonstruktion, Dochtbreite und Brennergröße Helligkeiten von etwa 5 bis 30 HK.

## Lampentypen

### Dochtlampen/Luftzuglampen

Arten der Lampenausführungen
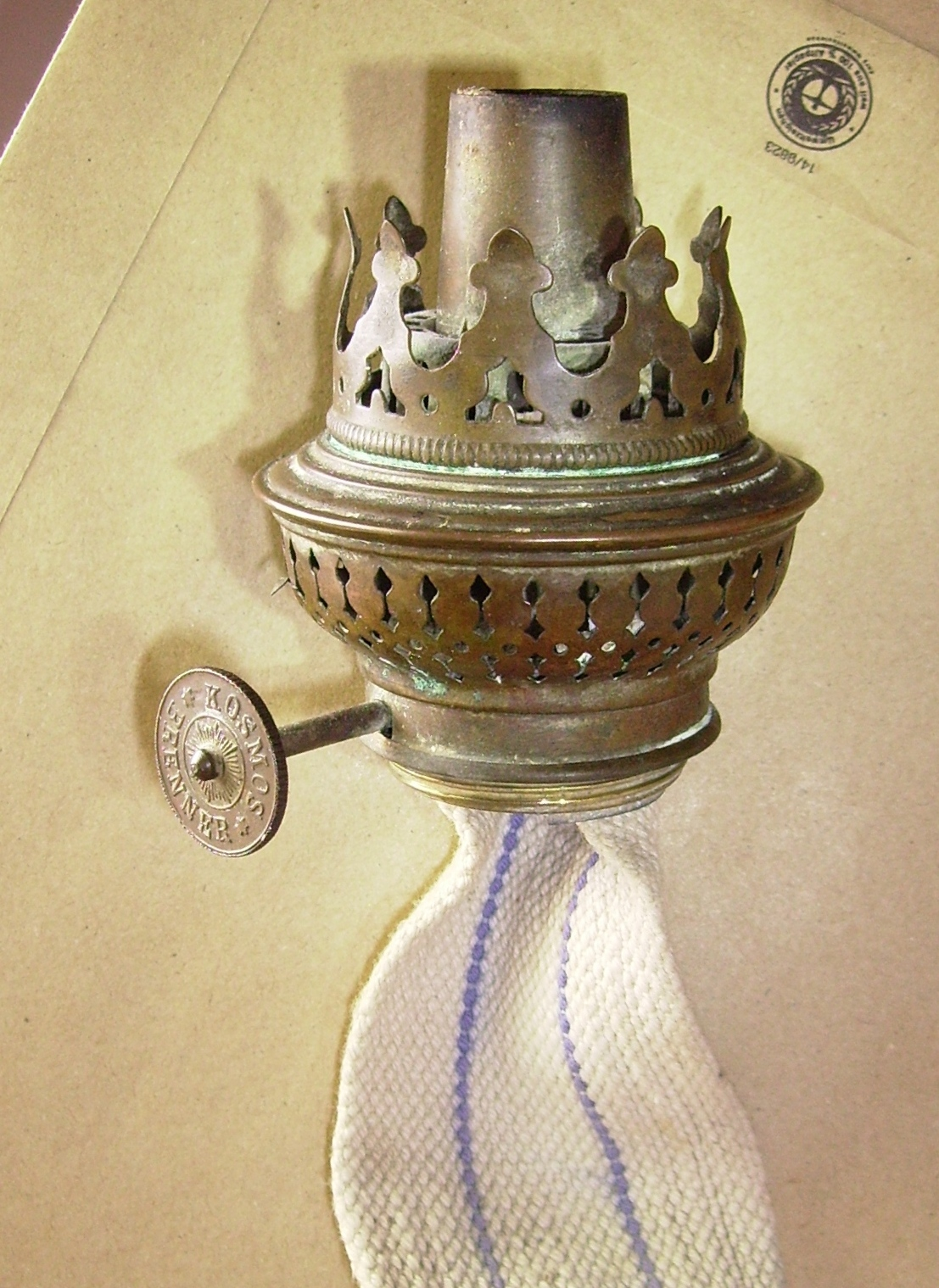
Kosmosbrenner, 10-linig
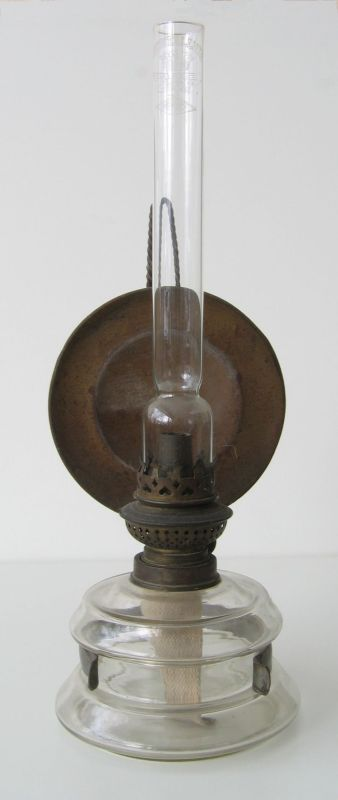
Französische Petroleumlampe mit Kosmosbrenner und Reflektor mit Wandhalterung, Ende 19. Jahrhundert
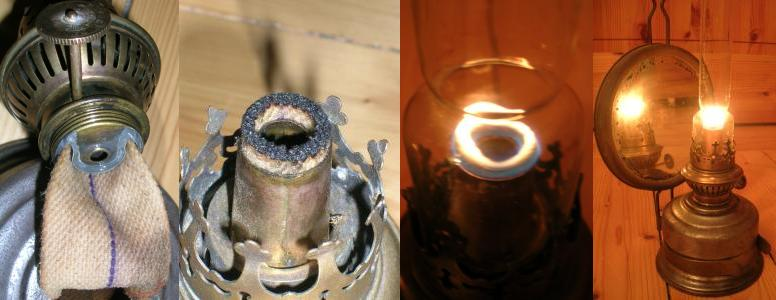
Kosmosbrenner einer Ditmar-Küchenlampe
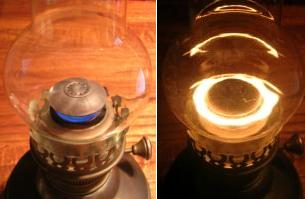
Idealbrenner (Flammscheibenbrenner)
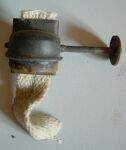
Flachbrenner einer Lucas-Fahrradlampe
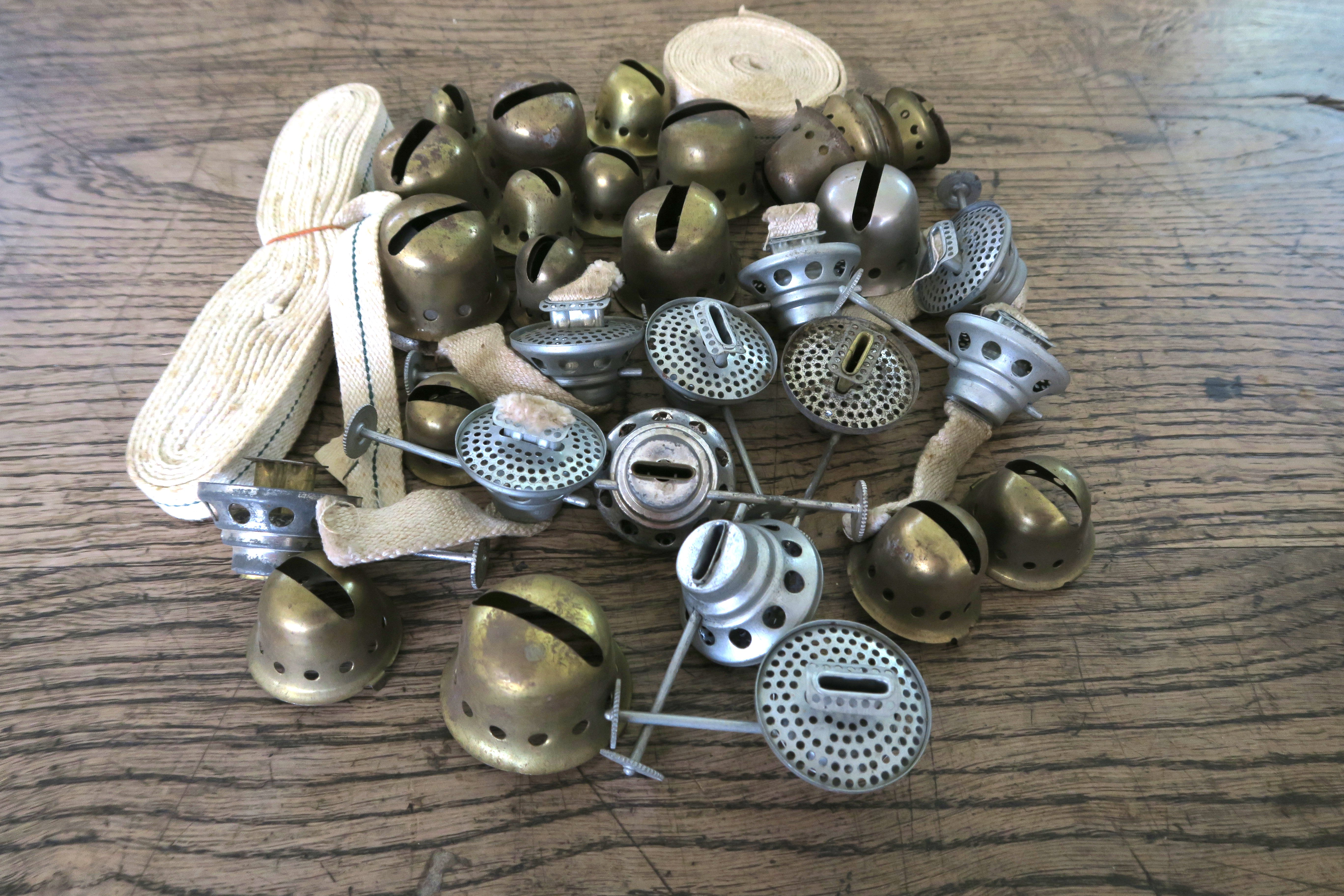

Brenner gibt es in verschiedenen Bauformen, die bekanntesten sind Flachbrenner, Kosmosbrenner und Flammscheibenbrenner.
Der Kosmosbrenner, patentiert 1865, geht auf eine Entwicklung von Wild und Wessel aus Berlin zurück. In ihm wird ein flacher, breiter Docht so geführt, dass er oben kreisförmig zusammenläuft und die Verbrennungsluft von außen und von innen zugeführt wird. Die Lichtausbeute dieser Hohldocht- oder Rundbrenner ist dadurch ungleich höher als die der Flachbrenner. Auch ist die Verbrennung sauberer, ein solcher Brenner rußt nicht und riecht kaum. Der Kosmosbrenner gehört zu den meistgebauten Brennern, er war wirtschaftlich im Betrieb und konnte auf fast jeden einfachen Tank geschraubt werden. Die Deutsche Reichsbahn verwendete Kosmosbrenner in verschiedenen Waggon- und Signallampen. Diese Nutzung wurde bei den deutschen Bahnen noch bis in die 1980er Jahre fortgesetzt. Einige Petroleum-Rundbrenner benutzen einen rund gewebten hohlen Docht, müssen somit aber die Verbrennungsluft zur Innenbelüftung der Flamme durch ein zentrales Luftrohr durch den Tank hindurch beziehen (sogenannte Zentral-Luftzuglampe). Bei diesen Lampen ist daher der Tank komplizierter aufgebaut.
Wichtig ist der Glaszylinder auf dem Brenner, der durch seine Kaminwirkung für den richtigen Zug der Verbrennungsluft sorgt. Auch schützt er die Flamme vor Wind. Unterschiedliche Brennertypen benötigen exakt auf die jeweilige Bauart abgestimmte Glaszylinder. So sind z. B. der Wiener Zylinder für Flachbrenner, Kosmoszylinder für Kosmosbrenner oder Matadorzylinder für Flammscheibenbrenner erhältlich.
Maßeinheit für die Dochtbreite und damit auch Größe eines Petroleumbrenners ist die Linie (Pariser Linie). So hat ein 8-liniger (Abkürzung 8’’’) Kosmosbrenner eine Dochtbreite von 42 mm und einen Schraubgewindedurchmesser von 28 mm.
Eine Methode zur Steigerung der Helligkeit war die Verwendung einer Flammscheibe. Diese Flamm- (auch Brand-)scheibe wurde wenige Millimeter über dem Dochtende platziert. Die Flamme stößt auf dem Weg nach oben gegen diese Scheibe und wird dadurch breiter und somit auch etwas heller. Flammscheibenbrenner benötigen einen speziellen Glaszylinder mit kugeliger Ausbuchtung, um der Flamme passenden Platz zu lassen. Die Helligkeit dieser Lampen ist erstaunlich, die Wärme, die sie verbreiten, jedoch auch. Ebenso sind diese Brenner übermäßig durstig. Der Verbrauch steigt überproportional. Lampen mit solchen Brennern befanden sich fast nur in reichen Haushalten. Bekannte Modelle dieser Bauart sind der Ideal- und der Matadorbrenner.
Bis Ende der 1970er Jahre konnte man vielerorts noch zur Verkehrssicherung eingesetzte Baustellenlaternen entdecken, meist vom Fabrikat Feuerhand 276 der Fa. Nier; in West-Berlin sogar noch einige Jahre länger. Im Osten Deutschlands waren bis in die 1980er Jahre Petroleumlampen der Fabrikate BAT oder Frowo in Gebrauch. Es sind Sturmlaternen mit Flachdochtbrenner, die aufgrund der Gehäusekonstruktion auch durch starken Wind kaum ausgeblasen werden können. Diese Laternen haben einen recht großen Tank, der eine Brenndauer von bis über 70 Stunden ermöglichte.
Manche dieser Baustellenlaternen erzeugten blinkenden Helligkeitsverlauf, was Aufmerksamkeit bringt. Für Beleuchtungszwecke versucht man ja sonst durch geeignete Konstruktion und Dochteinstellung Flackern und auch Rußen zu vermeiden.

### Petroleum-Glühlicht-Lampen

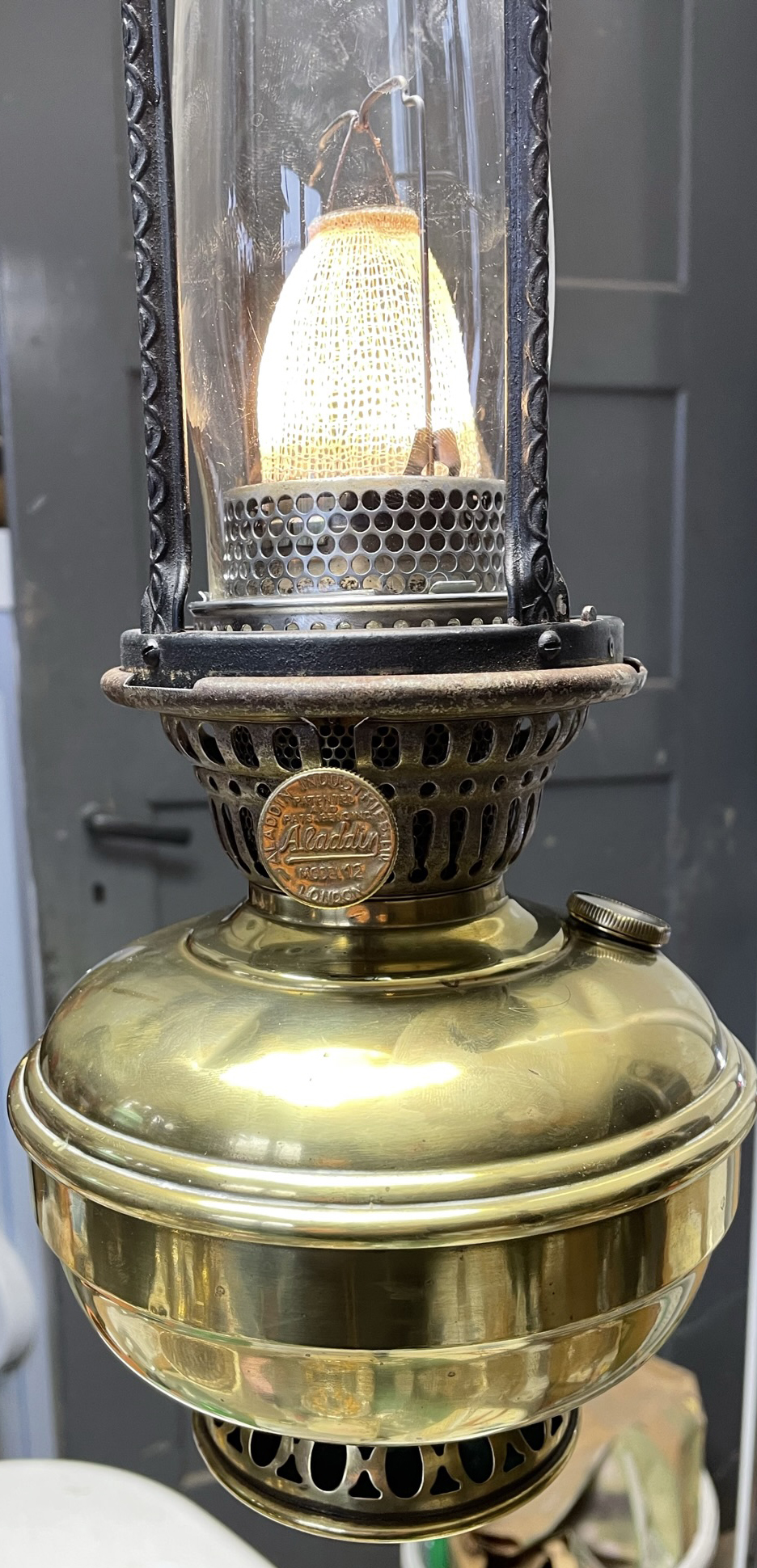
Aladdin Hängelampe, Brenner Model 12

Petroleum-Glühlicht-Lampen sind eine Kombination von Docht- und Starklichtlampe. Diese Lampen saugen den Brennstoff mithilfe des Dochtes aus dem darunter liegenden Tank, verbrennen diesen durch optimierte Sauerstoffzufuhr mit heißer blauer Flamme, um einen Glühstrumpf auf Abstrahltemperatur zu erhitzen. Die erzielten Helligkeiten sind weit größer als die gewöhnlicher Dochtlampen. So erzeugt die noch immer gebaute Aladdin No. 23 eine Helligkeit, die einer 50-Watt-Glühlampe entspricht. Glühlichtlampen gab es auch als Benzin- und Spiritusglühlicht.

### Starklichtlampen

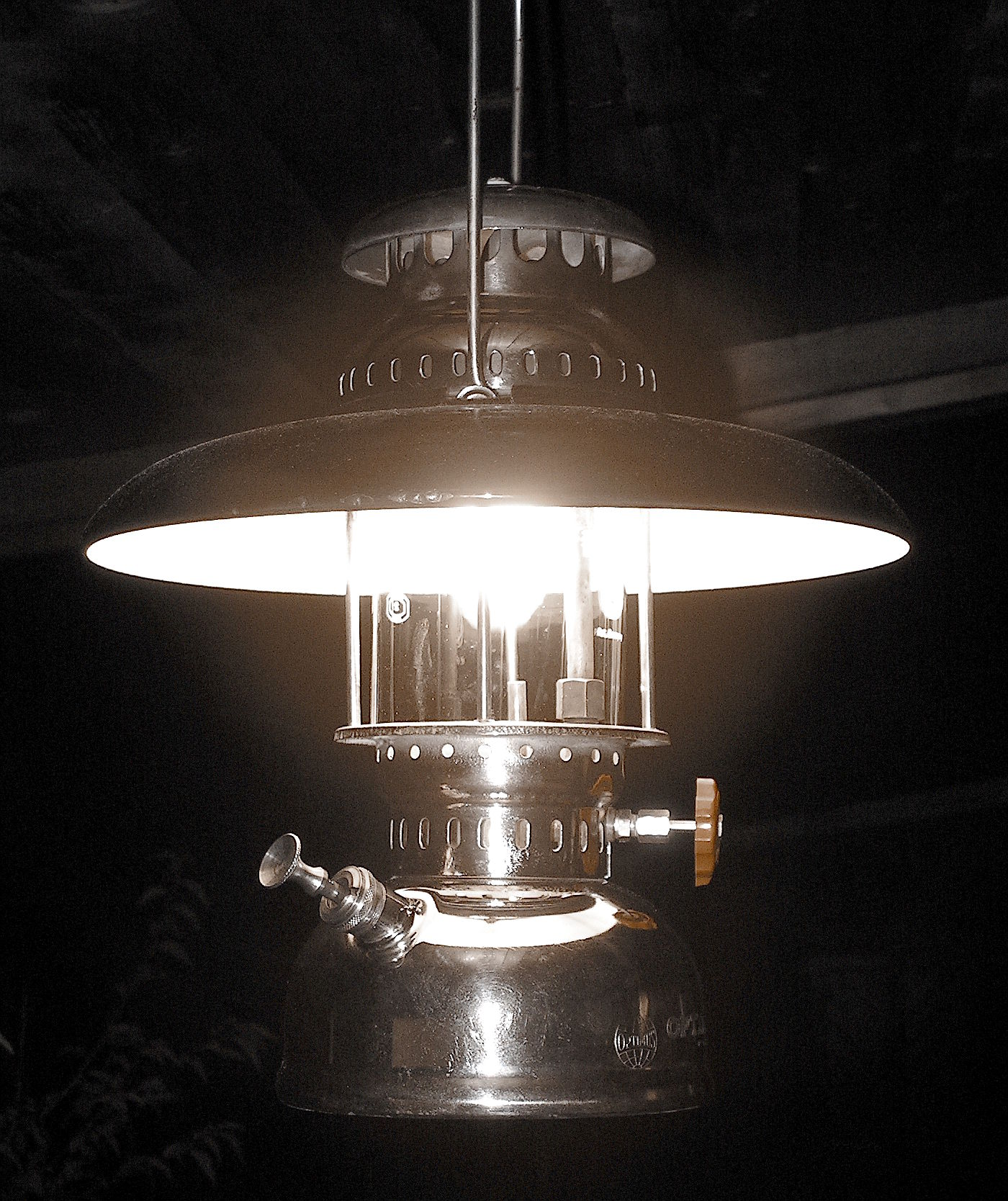
Petroleum-Starklichtlampe Optimus 200P

Eine völlig andere Funktionsweise haben Benzin- und Petroleumlampen, die unter den Handelsnamen Aida, AMG, BAT, Coleman, Continental, Ditmar, Geniol, Hasag, Mewa, Optimus, Petromax, Radius, SMP, Tilley, Vapalux bekannt sind. Hier erfolgt die Lichterzeugung ähnlich einer Gaslampe mittels eines Glühkörpers nach Auer. Diese Starklichtlampen verdampfen in einem speziellen Vergaser je nach Konstruktion Benzin oder Petroleum. Der Brennstoff wird in einem Tank mittels einer eingebauten oder externen Luftpumpe unter Druck gesetzt. Von dort gelangt er in den Vergaser und wird so stark erhitzt, dass er verdampft. In einem Mischrohr wird der gasförmige Brennstoff mit Luft gemischt und bringt so den Glühkörper, auch Glühstrumpf genannt, zum Leuchten. Diese Art der Konstruktion ermöglicht eine deutlich höhere Lichtausbeute als die konventionellen Dochtlampen. Bedienung und Wartung einer solchen Starklichtlampe sind jedoch komplizierter und aufwändiger als die einer Dochtlampe, so müssen Starklichtlampen mit Vergaser generell vorgewärmt werden. Meist wird dazu Brennspiritus verwendet, bei wenigen Laternen ist die Vorwärmeinrichtung für Petroleum konstruiert, z. B. Petromax 824N. Eine alternative Bauweise stellt der Rapidstarter dar: Brennstoff wird mittels Druckluft aus dem Tank durch eine Düse gepresst und vernebelt. Dieses Brennstoff-Luft-Gemisch ist zündfähig und kann zur Erwärmung des Vergasers genutzt werden.